# Atílio Riccó
Atilio Riccó (Belém, 22 de agosto de 1950) é um diretor brasileiro. Em 2001, após 25 anos de carreira, deixou o Brasil para dirigir telenovelas em Portugal.
É pai do também diretor Rodrigo Riccó, marido da apresentadora Catia Fonseca.
Um dos seus maiores sucesso como diretor foi no teatro, com a peça Trair e Coçar, É Só Começar, de Marcos Caruso, que ficou mais de 20 anos em cartaz.

## Telenovelas

### Como diretor
Portugal
- Santa Bárbara (2015/2016)
- Jardins Proibidos (2014/2015)
- O Beijo do Escorpião (2014)
- Louco Amor (2012/2013)
- Anjo Meu (2011/2012)
- Sedução (2010/2010)
- Rebelde Way (2008)
- Vingança (2007) (supervisor de texto)
- Jura (2006/2007) (supervisor de texto)
- Chiquititas (2007)
- Floribella (2006/2007)
- Morangos Com Açúcar (2003 á 2005)
- Inspector Max (2004/2005)
- Coração Malandro (2003)
- Sonhos Traídos (2002)
- Nunca Digas Adeus (2001)

Brasil
- Vidas Cruzadas (2000)
- Marcas da Paixão (2000)
- Alma de Pedra (1998)
- Do fundo do coração (1998)
- A sétima bala (1997)
- Velas de Sangue (1997)
- Uma Janela para o Céu (1997)
- Canoa do Bagre (1997)
- Por Amor e Ódio (1997)
- Direito de Vencer (1997)
- O Olho da Terra (1997)
- A Filha do Demônio (1997)
- Irmã Catarina (1996)
- O Fantasma da Ópera (1991)
- Fronteiras do Desconhecido (1990)
- Olho por Olho (1988)
- Bambolê (1987)
- Hipertensão (1986/1987)
- De Quina pra Lua (1985)
- Amor com Amor Se Paga (1984)
- Fernando da Gata (1983)
- Os Adolescentes (1981)[2]
- Os Imigrantes (1981)[3]
- Um Homem Muito Especial (1980)[4]
- Como Salvar Meu Casamento (1979/1980)[5]
- Aritana (1978)[6]
- Roda de Fogo (1978)[7]
- Éramos Seis (1977)[8]
- Papai Coração (1976)[9]
- A Viagem (1975)[10]
- Ovelha Negra (1975)[11]

### Como ator
- Aqui Não Há Quem Viva (2005) - Atílio Quintelas